# 中和福和宮
25°00′06″N 121°30′06″E / 25.001625°N 121.501576°E
中和福和宮，是位於臺灣新北市中和區廟美里的神農廟，和一旁的中和廣濟宮合稱「中和大廟」。

## 沿革歷史
漳州人為班底的板橋十三莊，以中和最早開發。其中包括今枋寮街、廟美街、景新街與南山路一帶的枋寮老街，為中和最早發展的區域之一。乾隆年間，隨著永豐圳的興建，中和開始有大量的稻田、人口更旺，神明地位更加重要。乾隆三十一年（1766年），主祀神農大帝的中和福和宮在今中山路、廟美街口建立。起初稱為「五穀廟」，農曆四月廿六日神農大帝聖誕是地方一大盛事，同霹靂宮與中和廣濟宮都是中和的老廟，跟中和廣濟宮合稱「中和大廟」。

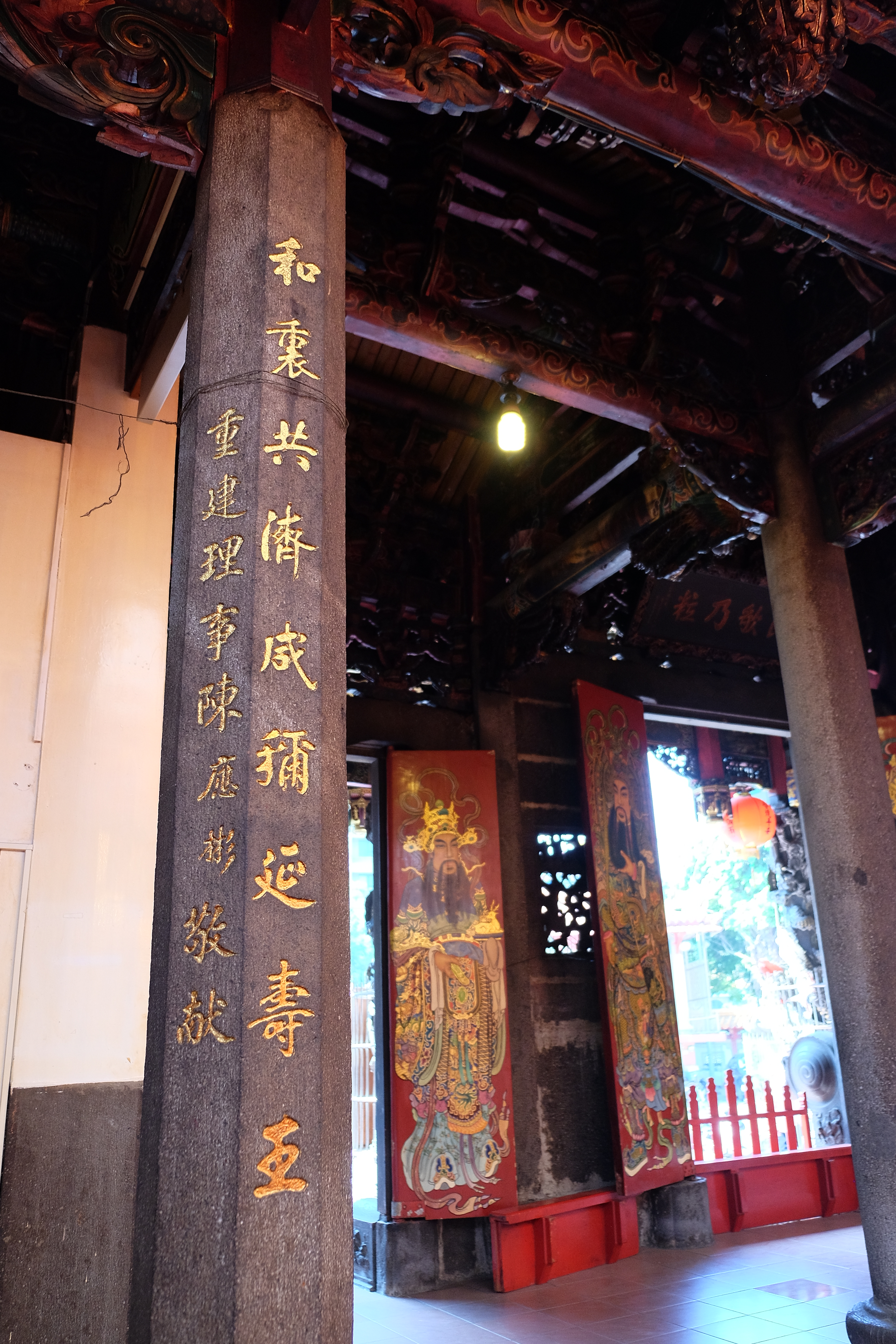
刻有陳應彬的廟柱。

1925年遷建，廟牆碑文紀錄是由黃文慶與童玉堂兩位鄉民折價捐出現今廟地，但因年代久遠而未留下契約。改建工程由漳派陳應彬及其子陳己元擔任，木雕有黃龜理作品。工程完成後適逢皇民化運動，遂更名「福和禪寺」。廟地位在廟美溝前，當年仍有舢舨舟楫往來，一至晨曦禪寺鐘聲響起，遂有「福和鐘聲」美譽，為中和八景之一。根據市志記載，中和八景為「尖山晚渡」、「壁湖怪石」、「福和鐘聲」、「員山遠眺」、「石門灘音」、「網溪泛月」、「永和暮潮」、「潭墘甘泉」，因都市開發及行政區域劃分，景色已不復見。
戰後改名為「福和宮」。今廟址為廣福路112號，屬廟美里。相較於近在咫尺的中和廣濟宮，中和福和宮香火未如其盛，信徒反應，後者可能供奉的神明太多，雖然舉凡神農大帝、關聖帝君、觀音菩薩、媽祖等諸神皆有，可符合各種信徒的需要，但未能打出具代表性神明的名號，在1994年報導時，廟方儲蓄的金額僅剩新台幣數十萬元。1997年重修，2001年4月重修啟用。2004年3月9日，時任總統的陳水扁前往此廟上香贈匾，為建廟來第一次有國家元首贈匾。
2004年，捐地者童玉堂的兩名後代對中和福和宮提訴，表示各持有先祖捐地的一百一十分之六，各約17.34坪，盼補償新臺幣二人各773萬餘元。2018年，法院宣判廟方應賠償這兩人共4234萬元。廟董游炎川表示，既然捐地者後代對於捐地有異議，董事會也同意依法補償土地持分，已和童玉堂其中四房的後代達成捐贈或補償協議，只剩童玉堂的兩名孫輩未能達成共識，這次福和宮無力承擔如此高的補償金，希望能與對方協商合理的價格。

## 祀神
- 祀神：神農大帝、釋迦摩尼佛、藥師佛、文昌帝君、關聖帝君、太歲星君、註生娘娘、福德正神、五路財神。